# Xylocopa claripennis
Xylocopa claripennis är en biart som beskrevs av Heinrich Friese 1922. Xylocopa claripennis ingår i släktet snickarbin, och familjen långtungebin. Inga underarter finns listade i Catalogue of Life.